# 57-я гвардейская танковая бригада
57-я гвардейская танковая Нежинская ордена Кутузова бригада — гвардейская танковая бригада Красной армии ВС СССР, в годы Великой Отечественной войны.
Условное наименование — войсковая часть полевая почта (в/ч пп) № 21526.
Сокращённое наименование — 57 гв. тбр.

## История формирования
Бригада была сформирована на основании директивы заместителя НКО СССР № 725444сс от 22 сентября 1941 года в городе Харькове на базе 12-й танковой дивизии, как 33-я танковая бригада.
7 ноября 1941 года бригада была удостоена чести участвовать в историческом параде на Красной площади.
Приказом НКО СССР № 0404 от 26 июля 1943 года 2-й механизированный корпус был преобразован в 7-й гвардейский механизированный корпус, входившей в него 33-й танковой бригаде также было присвоено почётное звание «Гвардейская». Новый войсковой № 57-я гвардейская танковая бригада был присвоен директивой Генерального штаба КА № Орг/3/138057 от 15 августа 1943 года.

## Участие в боевых действиях
Период вхождения в действующую армию: 26 июля 1943 года — 28 октября 1943 года, 28 октября 1944 года — 11 мая 1945 года.

## Состав
при переформировании в гвардейскую по штатам № 010/270 — 010/277:
- Управление бригады (штат № 010/270)
- 33-й отдельный танковый батальон (штат № 010/271)
- 243-й отдельный танковый батальон (штат № 010/272)
- Мотострелково-пулемётный батальон (штат № 010/273)
- Истребительно-противотанковая батарея (штат № 010/274)
- Рота управления (штат № 010/275)
- Рота технического обеспечения (штат № 010/276)
- Медико-санитарный взвод (штат № 010/277)
- Рота ПТР (штат № 010/375)
- Зенитно-пулемётная рота (штат № 010/451)

Директивой ГШ КА № орг/3/307386 от 7 апреля 1944 года переведена на штаты № 010/500 — 010/506:
- Управление бригады (штат № 010/500)
- 1-й отдельный танковый батальон (штат № 010/501) (до 9.06.1944 243-й отб)
- 2-й отдельный танковый батальон (штат № 010/501) (до 9.06.1944 33-й отб)
- 3-й отдельный танковый батальон (штат № 010/501)
- Моторизованный батальон автоматчиков (штат № 010/502)
- Зенитно-пулемётная рота (штат № 010/503)
- Рота управления (штат № 010/504)
- Рота технического обеспечения (штат № 010/505)
- Медико-санитарный взвод (штат № 010/506)

## В составе
| Подчинение | Подчинение                           | Подчинение                     | Подчинение                              | Подчинение |
| Дата       | Фронт (округ)                        | Армия                          | Корпус                                  | Примечания |
| ---------- | ------------------------------------ | ------------------------------ | --------------------------------------- | ---------- |
| 1.08.1943  | Центральный фронт                    | 3-я гвардейская танковая армия | 7-й гвардейский механизированный корпус | -          |
| 1.09.1943  | Центральный фронт                    | 2-я танковая армия             | 7-й гвардейский механизированный корпус | -          |
| 1.10.1943  | Центральный фронт                    | 60-я армия                     | 7-й гвардейский механизированный корпус | -          |
| 1.11.1943  | Резерв Верховного Главнокомандования | -                              | 7-й гвардейский механизированный корпус | -          |
| 1.12.1943  | Резерв Верховного Главнокомандования | -                              | 7-й гвардейский механизированный корпус | -          |
| 1.01.1944  | Резерв Верховного Главнокомандования | -                              | 7-й гвардейский механизированный корпус | -          |
| 1.02.1944  | Резерв Верховного Главнокомандования | -                              | 7-й гвардейский механизированный корпус | -          |
| 1.03.1944  | Резерв Верховного Главнокомандования | -                              | 7-й гвардейский механизированный корпус | -          |
| 1.04.1944  | Резерв Верховного Главнокомандования | -                              | 7-й гвардейский механизированный корпус | -          |
| 1.05.1944  | Резерв Верховного Главнокомандования | -                              | 7-й гвардейский механизированный корпус | -          |
| 1.06.1944  | Резерв Верховного Главнокомандования | -                              | 7-й гвардейский механизированный корпус | -          |
| 1.07.1944  | Киевский военный округ               | -                              | 7-й гвардейский механизированный корпус | -          |
| 1.08.1944  | Киевский военный округ               | -                              | 7-й гвардейский механизированный корпус | -          |
| 1.09.1944  | Киевский военный округ               | -                              | 7-й гвардейский механизированный корпус | -          |
| 1.10.1944  | Резерв Верховного Главнокомандования | -                              | 7-й гвардейский механизированный корпус | -          |
| 1.11.1944  | 3-й Белорусский фронт                | -                              | 7-й гвардейский механизированный корпус | -          |
| 1.12.1944  | 1-й Украинский фронт                 | -                              | 7-й гвардейский механизированный корпус | -          |
| 1.01.1945  | 1-й Украинский фронт                 | -                              | 7-й гвардейский механизированный корпус | -          |
| 1.02.1945  | 1-й Украинский фронт                 | -                              | 7-й гвардейский механизированный корпус | -          |
| 1.03.1945  | 1-й Украинский фронт                 | -                              | 7-й гвардейский механизированный корпус | -          |
| 1.04.1945  | 1-й Украинский фронт                 | 59-я армия                     | 7-й гвардейский механизированный корпус | -          |
| 1.05.1945  | 1-й Украинский фронт                 | -                              | 7-й гвардейский механизированный корпус | -          |

## Командование бригады

### Командиры бригады
- Силов, Иван Павлович[8] (26.07.1943 — 08.09.1944), гвардии подполковник, с 21.02.1944 гвардии полковник (отправлен на учёбу);
- Шаталов Николай Васильевич[9] (09.09.1944 — 06.10.1944), гвардии полковник;
- Силов Иван Павлович (07.10.1944 — 10.07.1945), гвардии полковник[10][11]

### Заместители командира по строевой части
- Макаров Иван Никитович (09.1943 — 10.07.1945), гвардии подполковник

### Начальники штаба бригады
- Иванов Михаил Арсентьевич (26.07.1943 — 27.09.1944), гвардии майор;
- Брешнев Иван Николаевич (27.09.1944 — 10.07.1945), гвардии майор[12]

### Начальники политотдела, заместители командира по политической части
- Пчелинцев Андрей Фёдорович (26.07.1943 — 17.02.1945), гвардии подполковник;
- Никифоров Михаил Иванович (17.02.1945 — 23.04.1945), гвардии подполковник[13]

## Отличившиеся воины
| Награда | Ф. И. О.                         | Должность                                          | Звание  | Дата награждения | Примечания |
| ------- | -------------------------------- | -------------------------------------------------- | ------- | ---------------- | ---------- |
|         | Кабаковский, Григорий Самойлович | командир стрелковой роты мотострелкового батальона | гвардии | 17.10.1943       |            |
|         | Соболев, Николай Леонтьевич      | командир взвода противотанковых ружей              | гвардии | 17.10.1943       |            |

## Награды и почётные наименования
| Награда (наименование)            | Дата награждения                                                                | За что получена |
| --------------------------------- | ------------------------------------------------------------------------------- | --- |
| Почётное звание «Гвардейская»     | присвоено приказом Народного комиссара обороны СССР № 0404 от 26 июля 1943 года | за проявленную отвагу в боях за Отечество с немецкими захватчиками, за стойкость, мужество, дисциплину и организованность, за героизм личного состава (преобразована в составе корпуса)        |
| Почётное наименование «Нежинская» | присвоено приказом Верховного главнокомандующего от 15 сентября 1943 года       | в ознаменование одержанной победы и отличия в боях за освобождение города Нежин |
| Орден Кутузова II степени         | награждена указом Президиума Верховного Совета СССР от 5 апреля 1945 года       | за образцовое выполнение заданий командования в боях с немецкими захватчиками при форсировании реки Одер северо-западнее города Бреслау (Бреславль) и проявленные при этом доблесть и мужество |

## Послевоенная история
10 июня 1945 года, в соответствии с директивой Ставки Верховного Главнокомандования № 11096 от 29 мая 1945 года, 57-я гвардейская танковая бригада, в составе 7-го гвардейского механизированного корпуса вошла в Центральную группу войск.
10 июля 1945 года, на основании приказа НКО СССР № 0013 от 10 июня 1945 года, 57-я гвардейская танковая бригада была преобразована в 57-й гвардейский танковый Нежинский ордена Кутузова полк (в/ч 21526) 7-й гвардейской механизированной Нежинско-Кузбассовской ордена Суворова дивизии (в/ч 95952) 4-й гвардейской танковой армии (с 4.07.1946 г. 4-я гвардейская механизированная армия).
В ноябре 1946 года в связи с уменьшением личного состава Вооружённых сил СССР 4-я гвардейская механизированная армия была преобразована в 4-ю отдельную гвардейскую кадровую танковую дивизию. В связи с этим 7-я гвардейская механизированная дивизия была свёрнута до 7-го гвардейского кадрового механизированного полка, а входивший в неё 57-й гвардейский танковый полк — в 57-й гвардейский кадровый танковый батальон. В 1947 году 4-я отдельная гвардейская кадровая танковая дивизия была переведена в Германию в состав Группы советских оккупационных войск в Германии.
В 1950 году 7-й гвардейский кадровый механизированный полк снова был развёрнут в 7-ю гвардейскую механизированную дивизию в составе вновь сформированной 4-й гвардейской механизированной армии, а 57-й гвардейский кадровый танковый батальон в полк.
17 мая 1957 года 7-я гвардейская механизированная дивизия была преобразована в 11-ю гвардейскую мотострелковую Нежинско-Кузбасскую ордена Суворова дивизию (в/ч 58900).
В 1958 году 57-й гвардейский танковый полк был передан (в обмен на 91-й танковый полк) в 82-ю Киевско-Житомирскую Краснознамённую орденов Суворова и Кутузова дивизию (в/ч 18947) и 5 мая 1958 года расформирован вместе с дивизией.